# Adolf Czerwiński
Adolf Czerwiński (ur. 1852, zm. 24 czerwca 1937) – polski prawnik, karnista, c. k. radca dworu, sędzia, doktor honoris causa Uniwersytetu Jana Kazimierza we Lwowie, działacz społeczny.

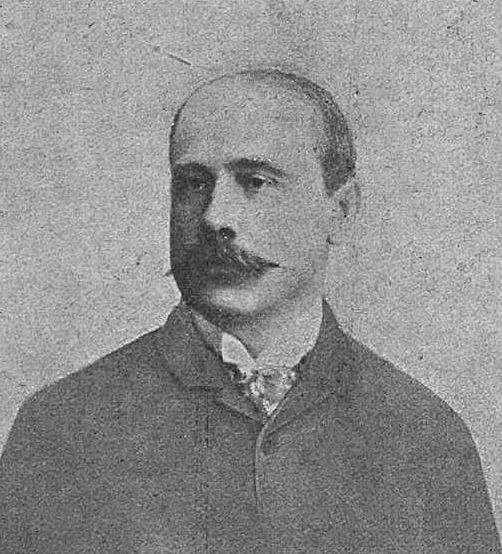
Adolf Czerwiński (przed 1912)

## Życiorys
Urodził się w 1852 w rodzinie księdza greckokatolickiego z powiatu buczackiego. Był wyznania greckokatolickiego, lecz uważał się za Polaka. Uczęszczał do C. K. Gimnazjum w Brzeżanach. Po ukończeniu studiów prawniczych w okresie zaboru austriackiego w ramach autonomii galicyjskiej wstąpił do służby wymiaru sprawiedliwości Austro-Węgier. Został sędzią w Radziechowie, następnie pracował w sekretariacie Najwyższego Trybunału w Wiedniu. W latach 80. był auskultantem w C. K. Sądzie Powiatowym w Drohobyczu. W kwietniu 1892 jako adiunkt został mianowany substytutem prokuratorii przy c. k. Sądzie Obwodowym w Sanoku. Tam od 1893 w kolejnych latach był zastępcą prokuratora Józefa Heldenburga. W marcu 1895 ze stanowiska c. k. zastępcy prokuratora państwa przy c. k. Sądzie Obwodowym w Sanoku został przeniesiony w tym samym charakterze do Lwowa. Później był prokuratorem państwa we Lwowie, po czym został zastępcą prokuratora w Stryju od września 1897. Następnie był prokuratorem na stanowisku kierowniczym w tym mieście. Później był przez sześć lat inspektorem sądowniczym w Galicji. Następnie sprawował funkcje prezesa sądów okręgowych (krajowych) w Samborze, Tarnopolu i Lwowie (do 1911). Od stycznia 1912 do 1918 pełnił funkcję prezydenta C. K. Wyższego Sądu Krajowego we Lwowie, zastępując na tym stanowisku Aleksandra Mniszek-Tchorznickiego. Przed 1914 otrzymał tytuł c. i k. tajnego radcy. Podczas okupacji w trakcie I wojny światowej zorganizował zamiejscową siedzibę lwowskiego sądu w czeskim Ołomuńcu, a ponadto tworzył sądy karne w czeskich Budziejowicach i Czeskiej Lipie. 12 sierpnia 1918 otrzymał II stopień szlachectwa z przydatkiem „Ritter von Czerwiński”.
Urząd prezesa lwowskiego sądu apelacyjnego pełnił także po odzyskaniu przez Polskę niepodległości, w okresie II Rzeczypospolitej do 1929. W połowie 1929 odszedł z pełnionych funkcji i został przeniesiony w stan spoczynku (wówczas na emeryturę przeszedł także prokurator Sądu Apelacyjnego we Lwowie Tadeusz Malina). Redaktor „Gazety Lwowskiej” określił wówczas Adolfa Czerwińskiego mianem „budowniczego polskiego sądownictwa”.
Specjalizował się w prawie karnym, zarówno materialnym, jak i procesowym, a także postępowaniu cywilnym i prawie małżeńskim. Publikował na łamach „Czasopisma Sędziowskiego”. Był członkiem Oddziału Lwowskiego Zrzeszenia Sędziów i Prokuratorów Rzeczypospolitej Polskiej. W 1929 otrzymał tytuł doktora honoris causa Uniwersytetu Jana Kazimierza we Lwowie.
Działał społecznie. Był członkiem sanockiego biura powiatowego Stowarzyszenia Czerwonego Krzyża mężczyzn i dam w Galicji. Był założycielem i prezesem Towarzystwa Ochrony Młodzieży do 1929 (członkiem zarządu był ks. prof. Szczepan Szydelski). Przekazał fundusze na rzecz odbudowy Towarzystwa Kolonii Rymanowskich, organizującego kolonie dla dzieci w uzdrowisku Rymanów-Zdrój, za co stowarzyszenie przyznało mu tytuł członka honorowego i nazwało jego imieniem odbudowany po spaleniu z 1927 pawilon w uzdrowisku (obecny Dom Wczasów Dziecięcych w Rymanowie-Zdroju). Był wieloletnim przewodniczącym oddziału lwowskiego Stowarzyszenia Wdów i Sierot Wojennych. Z polecenia Ministerstwa Sprawiedliwości z 1922, był organizatorem Zakładu Wychowawczo-Poprawczego w Przedzielnicy.
Zmarł 24 czerwca 1937, przeżywszy 85 lat. Został pochowany w grobowcu na Cmentarzu Łyczakowskim we Lwowie (kwatera 78-4).

## Publikacje
- Ustrój sądów powszechnych wedle rozporządzenie Prezydenta Rzeczypospolitej z dnia 6 lutego 1928 r. Dz. Ust. Nr. 12, poz. 93 (1928).
- O warunkowem zawieszeniu wykonania kary wedle ustaw dzielnicowych z uwzględnieniem postanowień nowego Kodeksu Karnego z 19 marca 1928 (1929).
- Postępowanie karne przed sądem pierwszej instancji: wedle Kodeksu postępowania karnego z dnia 19-go marca 1928 r. nr. 33, poz. 313 Dz. U. Rz. P. (1929).
- O dowodach wedle Kodeksu Postępowania Cywilnego z 29 listopada 1930, Nr. 83, poz. 651 Dz. U. R. P. (1931).
- Obecny stan ustawodawstwa karnego przeciwko nieletnim w Polsce (1933).
- Przyczyny i skutki bezrobocia pracowników umysłowych w Polsce (1934).
- Problem unifikacji osobowego prawa małżeńskiego w Polsce (1936).

## Ordery i odznaczenia
polskie
- Krzyż Komandorski z Gwiazdą Orderu Odrodzenia Polski (27 listopada 1929)[24]
- Krzyż Komandorski Orderu Odrodzenia Polski (2 maja 1922)[25][26]
- Złota Odznaka Honorowa Ligi Obrony Powietrznej i Przeciwgazowej I stopnia (1933)[27]

austro-węgierskie
- Krzyż Kawalerski Orderu Leopolda (Austro-Węgry, przed 1911)[8][10][11]
- Krzyż Wojenny za Zasługi Cywilne I Klasy (Austro-Węgry)[11]
- Brązowy Medal Jubileuszowy Pamiątkowy dla Sił Zbrojnych i Żandarmerii (Austro-Węgry, przed 1914)[10][11]
- Medal Jubileuszowy Pamiątkowy dla Cywilnych Funkcjonariuszów Państwowych (Austro-Węgry, przed 1914)[10][11]
- Krzyż Jubileuszowy dla Cywilnych Funkcjonariuszów Państwowych (Austro-Węgry, przed 1914)[10][11]